# Camp-Perrin
Camp-Perrin, in creolo haitiano Kanperen, è un comune di Haiti facente parte dell'arrondissement di Les Cayes nel dipartimento del Sud.